# Tiabendazolo
Il tiabendazolo (denominazione comune internazionale) o  TBZ, conosciuto anche e con i nomi commerciali Mintezol, Tresaderm, e Arbotect, è un composto eterociclico aromatico con formula bruta C10H7N3S, usato come fungicida e antiparassitario.

## Utilizzi

### Come fungicida
Il tiabendazolo è principalmente usato per contrastare muffe, avvizzimenti ed altre malattie fungine in frutta (in particolare nelle arance) e verdura. È inoltre adoperato come medicina preventiva per la grafiosi dell'olmo. È anche efficace nel trattamento dell'aspergillosi.

### Come antiparassitario
Se usato come antiparassitario, il tiabendazolo è efficace contro i nematodi (come quelli che causano la strongiloidiasi), gli anchilostomi, ed altri elminti che parassitano animali selvatici, bestiame ed umani.

### Come additivo alimentare
Il tiabendazolo trovava impiego come conservante alimentare  sotto la denominazione E233. Ad esempio, veniva applicato alla buccia delle banane per preservarne la freschezza ed era un comune ingrediente delle cere collocate sulla scorza degli agrumi. È altresì presente nelle soluzioni acquose nelle quali tali frutti vengono immersi.  A causa della sua lieve tossicità, il suo uso come additivo è stato vietato in Unione europea, negli Stati Uniti, e in Australia e Nuova Zelanda. L'uso permane, nei predetti paesi, sotto la categoria di agrofarmaco.

## Usi farmaceutici
In medicina, ci si serve del tiabendazolo anche come agente chelante, facendolo legare a un metallo per curare gli avvelenamenti da metalli (come il saturnismo, lo stibismo o l'avvelenamento da mercurio).

In veterinaria, si usa per trattare l'otite in cani e gatti.

### Farmacodinamica
Il tiabendazolo funziona inibendo il funzionamento del particolare enzima mitocondriale di fumarato reduttasi posseduto dagli elminti, forse interagendo con un chinone endogeno.

### Effetti sulla salute
La dose giornaliera accettabile del tiabendazolo è di 0,1-0,3 milligrammi per ogni kilogrammo di massa corporea. In alte dosi, il composto appare fortemente tossico (appena sotto la soglia LD50), causando consistenti disturbi al fegato e all'intestino. 
Nelle cavie esposte ad alte quantità di tiabendaziolo sono stati inoltre rilevati disturbi riproduttivi e riduzione del peso dei piccoli al momento dello svezzamento. 
Gli effetti collaterali sull'uomo includono nausea, vomito, perdita di appetito, diarrea, vertigini, sonnolenza, mal di testa o, più raramente, anche ronzio alle orecchie, disturbi visivi, mal di stomaco, ingiallimento delle pelle e dell'urina, febbre, affaticamento, aumento della sete e aumento o riduzione dell'urina prodotta. 
Non sono stati rilevati effetti cancerogeni o mutageni.